# Liste der Bodendenkmale in Tschernitz
In der Liste der Bodendenkmale in Tschernitz sind alle Bodendenkmale der brandenburgischen Gemeinde Tschernitz und ihrer Ortsteile aufgelistet. Grundlage ist die Veröffentlichung der Landesdenkmalliste mit dem Stand vom 31. Dezember 2020.
Die Baudenkmale sind in der Liste der Baudenkmale in Tschernitz aufgeführt.
|   | Gemarkung         | Flur | Kurzansprache                                    | Bodendenkmalnummer | Bemerkung | Bild |
| - | ----------------- | ---- | ------------------------------------------------ | ------------------ | --------- | ---- |
| 1 | Tschernitz (Lage) | 1, 2 | Gräberfeld Eisenzeit, Gräberfeld Bronzezeit      | 120387             |           |      |
| 3 | Tschernitz (Lage) | 1    | Dorfkern deutsches Mittelalter, Dorfkern Neuzeit | 120392             |           |      |
| 4 | Wolfshain (Lage)  | 1    | Dorfkern deutsches Mittelalter, Dorfkern Neuzeit | 120147             |           |      |